# 5. návštěvní expedice (ISS)
5. návštěvní expedice (rusky Пятая экспедиция посещения, ЭП-5) na Mezinárodní vesmírnou stanici (ISS) byla krátkodobá výprava španělského astronauta ESA Pedra Duque na stanici. Po týdenním pobytu na stanici a splnění vědeckého programu se Duque vrátil na Zem.

## Posádka

### Hlavní
- Pedro Duque (2), palubní inženýr 1, ESA

V závorkách je uveden dosavadní počet letů do vesmíru včetně této mise.

### Záložní
- André Kuipers, palubní inženýr 1, ESA

## Průběh výpravy

### Přípravy
Mezinárodní vesmírná stanice (ISS) byla od začátku listopadu 2000 trvale osídlena lidmi. Základní posádky stanice byly do havárie Columbie střídány raketoplány, jako záchranné čluny jim sloužily lodě Sojuz. Po přerušení letů raketoplánů v důsledku havárie byla velikost základních posádek stanice snížena na dva kosmonauty, jejichž dopravu zajišťovaly Sojuzy. Třetí místo v Sojuzech obsazovali členové návštěvních posádek po týdnu se starým Sojuzem vracející na Zem.
V květnu 2001 se ESA dohodla s Roskosmosem na pravidelné účasti evropských astronautů v návštěvních expedicích. K letu v dubnu 2003 v Sojuzu TMA-2 byl určen španělský astronaut ESA Pedro Duque, jeho mise dostala název „Cervantes“.
Duque zahájil výcvik ve Středisku přípravy kosmonautů (CPK) v Hvězdném městečku v prosinci 2002, společně se zkušeným Pavlem Vinogradovem, majícím za sebou půlroční pobyt na Miru. V lednu 2003 lékaři vyřadili Vinogradova z přípravy, jeho místo zaujal Sergej Krikaljov. Po havárii Columbie v únoru 2003 byly dosavadní posádky rozpuštěny, v dubnu 2003 odstartovali v Sojuzu TMA-2 na stanici pouze členové Expedice 7. Duque byl v květnu 2003 začleněn do posádky následujícího Sojuzu TMA-3 společně s Alexandrem Kaleri a Michaelem Foalem z Expedice 8.

### Průběh letu
Trojice Kaleri, Duque, Foale odstartovala do vesmíru 18. října 2003 z kosmodromu Bajkonur v lodi Sojuz TMA-3. Po dvou dnech samostatného letu se 20. října v 7:16 UTC spojili se stanicí.
Po spojení se kosmonauti uvítali se stálou posádkou ISS, vyložili náklad pro stanici a zahájili pokusy programu Cervantes. Část vybavení nezbytného pro experimenty (15,5 z 72,7 kg přístrojů a materiálů) si přivezli kosmonauti sami, zbytek dopravily na stanici zásobovací lodě Progress M-47, Progress M1-10 a Progress M-48.
Mezi lékařsko-biologické experimenty programu Cervantes patřilo sledování vývoje a dospívání mušek octomilek (Drosophila melanogaster) v inkubátoru Akvarius-B a kontejnerech AGE v experimentu Ageing; sledování vlivu mikrogravitace na chování kořenových buněk huseníčku rolního (Arabidopsis thaliana) v inkubátoru Akvarius-B a kontejnerech ROO v experimentu Root; dále sledování genové exprese u kukel mušek octomilek (Drosophila melanogaster) v inkubátoru Akvarius-B a kontejnerech GEN v experimentu Geneexpression. Zkoumány byly i cirkadiální změny tlaku krve u člověka v podmínkách kosmického letu (experiment MBI-2); měřena koncentrace oxidu uhličitého na různých místech stanice; zkoumán vliv faktorů kosmického letu na činnost srdečněcévního systému v experimentu Cardiocog-2; ověřována součinnost zrakových, vestibulárních a hmatových podnětů na prostorovou orientaci člověka ve stavu beztíže v experimentu Neurocog-2 a v experimentu Sympatho-2 studován vliv faktorů kosmického letu na sympathomimetický systém člověka. A konečně experiment Winograd určený ke studiu vlivu mikrogravitace na tvorbu Vinogradského sloupců kolonií mikroorganismu.

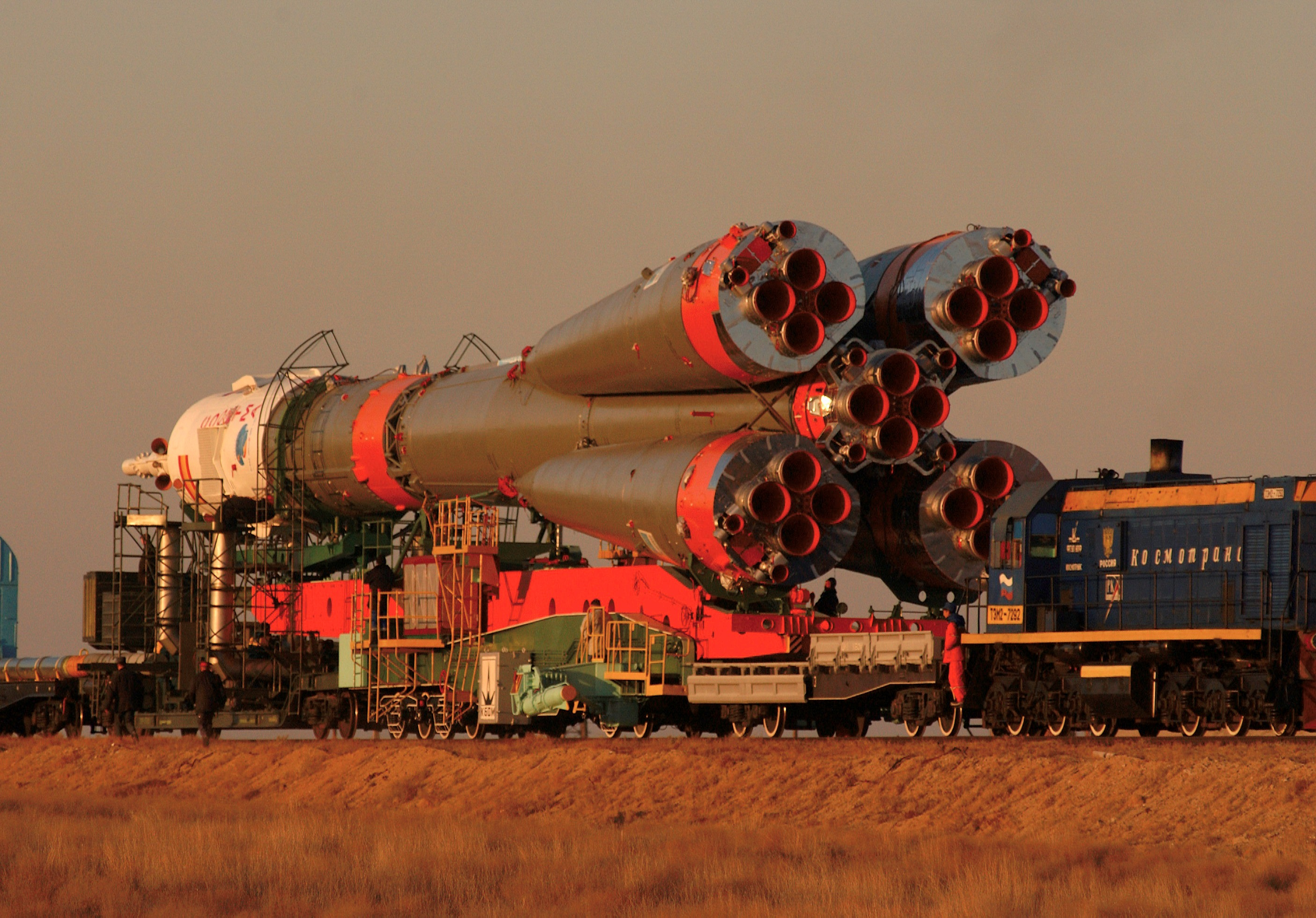
Převoz Sojuzu TMA-3 na startovací rampu dva dny před startem, 16. října 2003

Dva biotechnologické pokusy programu Cervantes byly experiment Message-2, studující vliv podmínek kosmického letu na metabolismus bakterií Ralstonia metallidurans a Rhodospirillum rubrum a experiment PROMISS-2 zaměřený na přípravu krystalů bílkovin ve stavu beztíže.
Technologickými experimenty byly Nanoslab-2, studující mechanismus růstu nanometrových vrstev v mikrogravitaci; Crew restraint, testující prototyp kolenního fixátoru těla astronauta a 3D Camera ověřující funkčnost stereoskopické kamery Nikon se 2 objektivy Nikkor AIS 2.8/34 mm.
Jediným geofyzikálním experimentem programu bylo sledování optických jevů souvisejících s bouřkovou aktivitou ve vysoké stratosféře a ionosféře v experimentu LSO-S (Lingtning and Sprite Observation - Spain).
Duque se věnoval i vzdělávacím aktivitám. Byla to kultivace buněk chrupavčité tkáně v mikrogravitaci v experimentu Chondro; pořízení videozáznamu demonstrace platnosti Newtonových pohybových zákonů v beztíži v pokusu Video-2, videozáznamu demonstrace chování těles různého tvaru při rotaci v prostředí beztíže v pokusu APIS (Analisis de Propiedades Inerciales de Solidos) a videozáznamu demonstrace chování kuliček uzavřených v průhledných nádobách při periodickém kmitání pouzder v pokusu Thebas. Dále se astronaut prostřednictvím systému ARISS (Amateur Radio onboard the ISS) spojil a pohovořil se španělskými středoškoláky a vysokoškoláky.
Celkem se Duque věnoval vědeckému programu Cervantes 43 hodin a 25 minut, s pokusy pomohli i Alexandr Kaleri (10 hodin a 45 minut) a Jurij Malenčenko (3 hodiny a 20 minut). Na Zem Duque přivezl 16,3 kg materiálů s výsledky experimentů.
Po týdenním pobytu na ISS se 27. října 2003 ve 23:20 UTC Duque s vracející se posádkou Expedice 7 v Sojuzu TMA-2 odpoutali od stanice a 28. října v 2:40 UTC přistáli v severním Kazachstánu, od nedaleko Arkalyku.